# Листочня кучерява
Листочня кучерява, спарасис кучерявий, гриб баран, грибна капуста (Sparassis crispa) — вид їстівних грибів родини спарасисових (Sparassidaceae). Поширений в Північній Євразії та Північній Америці. Реліктовий вид, занесений до Червоної книги України.

## Опис
Плодове тіло 5—20 (30) см у діаметрі, 5—15 (20) см заввишки, кущоподібне, світло-жовте, з віком коричнювате, складається з більш-менш видовжених, розгалужених, плоскуватих відгалужень або лопатей, які в окремих місцях наче зростаються, жовтувато-червоного кольору, з чітким зубчастим краєм. Лопаті відходять від товстої стеблоподібної основи, за зовнішнім виглядом нагадує цвітну капусту. У листочні кучерявої ніжка малопомітна, коротка, товста, бульбоподібна, ніби вростає в субстрат. Якщо ножем обережно розрізати плодове тіло, то можна побачити білу м'якоть, вона не змінює свій колір. М'якуш білий, щільний, з приємним запахом. Спори 6—7&nbsp× 4—5 мкм.

## Поширення
Поширений в Північній Євразії, Північній Америці. В Україні зустрічається спорадично в Карпатах, Західноукраїнських лісах, на Поліссі, в Лісостепу та Гірському Криму.

## Умови місцезростання
Плодові тіла зазвичай утворює на відмерлих коренях, пеньках, а також біля основи стовбура сухостійних дерев хвойних порід. Зустрічається поодинці. Плодові тіла з'являються в хвойних, переважно соснових лісах; у серпні — жовтні.

## Значення
У лісових біоценозах виконує роль руйнівника залишків деревини (сапрофіт), а також паразитує на старих хвойних деревах.
Добрий їстівний гриб у молодому стані. Використовують свіжим, проте його збирання заборонене законодавством України.

## Охорона

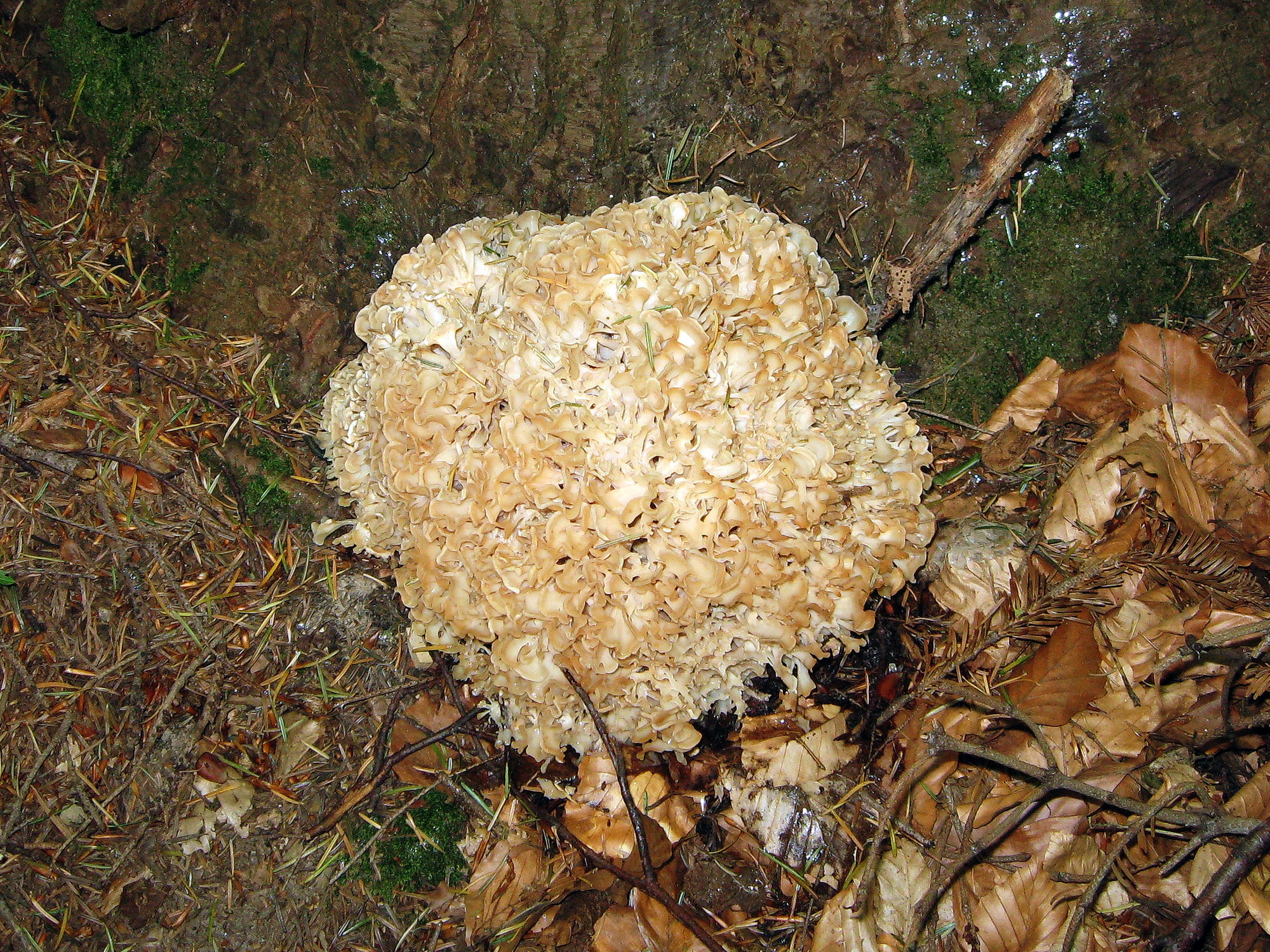
У НПП «Сколівські Бескиди»

Занесений до Червоної книги України (охоронна категорія: зникаючий). Чисельність популяції зменшується через збирання населенням, знищення вікових сосен та інших хвойних дерев.
Охороняється в Карпатському біосферному заповіднику, Кримському природному заповіднику, національному природному парку «Сколівські Бескиди». 
Зберігається в колекції культур шапинкових грибів Інституту ботаніки імені М. Г. Холодного НАН України.